# Brian Culbertson
Brian Culbertson (Decatur, 12 januari 1973) is een Amerikaans muzikant in de genres hedendaagse r&b, jazz, en funk. Hij bespeelt meerdere instrumenten zoals piano, trombone, keyboards en drumstel.

## Biografie
Culbertson werd geboren in Decatur in de Amerikaanse staat Illinois. Als kind startte hij op zijn achtste jaar met de piano. In de opvolgende jaren ging hij drums en trombone bespelen, en enkele jaren later eufonium en basgitaar. Muzikale invloeden in die tijd waren artiesten zoals Sting, Yellowjackets, Marcus Miller, Chicago, en Earth, Wind & Fire.
Na de middelbare school verhuisde Culbertson naar Chicago en studeerde aan de universiteit van DePaul. Daar startte zijn muzikale carrière, waarbij hij met een groep artiesten werkte aan de eerste cd, dat hem zijn eerste platencontract opleverde.

## Discografie
- Long Night Out (1994)
- Modern Life (1995)
- After Hours (1996)
- Secrets (1997)
- Somethin' Bout Love (1999)
- Nice & Slow (2001)
- Come on Up (2003)
- It's on Tonight (2005)
- A Soulful Christmas (2006)
- Bringing Back the Funk (2008)
- Live From The Inside (2009, livealbum, cd+dvd)
- XII (2010)
- Dreams (2012)
- Another Long Night Out (2014)
- Live 20th Anniversary Tour (2015, livealbum)
- Funk! (2016)
- Colors of Love (2018)
- Winter Stories (2019)
- XX (2020)

## Prijzen
Culbertson won diverse prijzen, zoals in 2001 de National Smooth Jazz Award-prijs voor beste keyboardspeler, in 2010 de Canadian Smooth Jazz Award-prijs voor beste internationale artiest, en een NAACP Image Award-nominatie in 2012 voor beste jazzalbum,